# Gottlieb Samuel Pristaff
Gottlieb Samuel Pristaff (data urodzenia nieznana, zm. 10 stycznia 1736 roku w Anklam) – fałszerz zabytków dotyczących dziejów Pomorza.
Z pochodzenia był Serbołużyczaninem, synem chociebuskiego pastora Christiana Pristaffa. Ukończył studia teologiczne na Uniwersytecie Marcina Lutra w Halle, następnie pełnił posługę kościelną w Grapzow koło Altentreptow. W 1724 roku przeniósł się na parafię w Trzebiatowie, gdzie rychło wywołał skandal obyczajowy, uwodząc żonę proboszcza Johanna Meyera, z którą w 1726 roku zbiegł do Gdańska. Po osobistej interwencji króla pruskiego Fryderyka Wilhelma I zarządzono zakończone sukcesem poszukiwania kochanków. Pojmany na przełomie 1726 i 1727 roku Pristaff został skazany na karną służbę w regimencie dragonów w Stargardzie. Ze względu na zły stan zdrowia został zwolniony w 1732 roku, dosłużywszy się uprzednio stopnia podoficera. Resztę życia spędził w Anklam, gdzie piastował funkcję rektora szkoły miejskiej.
Po zwolnieniu z wojska Pristaff poświęcił się pisarstwu historycznemu. Zawarł znajomość z kilkoma znacznymi osobistościami, m.in. profesorem uniwersytetu w Greifswaldzie A.G. Schwartzem i burmistrzem Szczecina M.H. Liebeherrem. Wykorzystując swoje znajomości przez cztery lata, 1732–1736, Pristaff na zlecenie instytucji naukowych szukał na Pomorzu wszelkiego rodzaju zabytków: monet, map, inskrypcji runicznych, kronik, obrazów. Znaczną część z nich sfałszował, w czym pomagała mu pewna znajomość języków polskiego i kaszubskiego. Część falsyfikatów opatrzył pseudonimem Adam Grschovium. Wśród sfałszowanych przez Pristaffa dokumentów znajduje się m.in. seria rysunków przedstawiających dawnych mieszkańców Pomorza i duchownych pomorskich z rzekomego nieznanego egzemplarza Kroniki Słowian Helmolda oraz fikcyjne kroniki Marstalleri, Lazio i mnicha Barnharda z Rugii.
Fałszerstwa Pristaffa zostały szybko odkryte przez F. von Dregera, A.G. Schwarza i J.K.K. Oelrichsa. Słaba znajomość polskiego i kaszubskiego, mieszanych przez Pristaffa z ojczystym językiem łużyckim, skutkowała błędami językowymi w rzekomych dokumentach. Szczególne znaczenie dla demaskacji falsyfikatów miała praca Oelrichsa z 1770 roku Historisch-diplomatische Beiträge zur Geschichte der Gelahrheit, besonders im Herzogthum Pommern.